# Lollia Paulina
Lollia Paulina (vagy Lollia Paullina) (kb. 15 - 49) Caligula római császár harmadik felesége. 

## Élete
Paulina a plebeius Lollia nemzetségből származott. Második lánya volt Marcus Lolliusnak és Volusia Saturninának; nővérét Lollia Saturninának hívták.
Apai nagyapja, Marcus Lollius neves politikus és katona volt, i. e. 21-ben consuli hivatalt is viselt. Apai nagyanyja, Valeria is jeles családból származott, apja a szintén consulviselt Marcus Valerius Messalla Corvinus, fivérei Marcus Valerius Messalla Messallinus és Marcus Aurelius Cotta Maximus Messalinus szenátorok voltak. Rokonságába tartozott - talán apai nagybátyjaként - Publius Lollius Maximus, Horatius barátja is.
Paulina Rómában született és ott is nevelkedett. Rokonaitól (különösen apai nagyapjától) hatalmas vagyont és kiterjedt földbirtokokat örökölt.

### Házasságai
Paulina Publius Memmius Regulushoz ment feleségül, aki 31-ben consuli tisztséget viselt, utána pedig Macedonia és Achaea provinciák prefektusává nevezték ki. Született egy fiuk, Caius Memmius Regulus is.
38-ban Caligula császár hallott arról, hogy Paulina nagyanyja híres szépség volt, és kíváncsiságból felrendelte magához Rómába a provinciából, ahol férje mellett tartózkodott.A császár kényszerítette, hogy váljon el a férjétől, majd feleségül vette (Caligulának ez volt a harmadik házassága). Az esküvőn jelen volt idősebb Plinius, aki később felháborodva jegyezte meg, hogy a menyasszony a fején, füleiben, nyakán és ujjain 50 millió sestertius értékű gyöngy- és smaragdékszert viselt. Mivel nem esett teherbe, az uralkodó hat hónap után meddőségre hivatkozva elvált Paulinától és megtiltotta neki hogy más férfival háljon.

### Halála
48-ban, hét évvel a császár meggyilkolása után Paulina Caligula húga, Agrippina riválisaként lépett fel. Claudius császár feleségének, Valeria Messalinának kivégzése után új feleséget keresett és ennek során mindkettejük neve felmerült. A következő évben Claudius unokahúgát, Agrippinát vette feleségül, aki röviddel később azzal vádolta meg Paulinát, hogy varázslókkal és jósokkal konzultált a császár házasságáról. A vádlott meghallgatása nélkül elkobozták vagyonát (ötmillió sestertius kivételével) és száműzték Itáliából. Ezt követően - feltehetően Agrippina utasítására - egy tribunust küldtek utána, hogy öngyilkosságra kényszerítse. Maradványainak hazaszállítására és a hagyományoknak megfelelő eltemetésére csak Nero idejében került sor.

## Fordítás
- Ez a szócikk részben vagy egészben  a   Lollia Paulina című angol Wikipédia-szócikk ezen változatának fordításán alapul.  Az eredeti cikk szerkesztőit annak laptörténete sorolja fel. Ez a jelzés csupán a megfogalmazás eredetét és a szerzői jogokat jelzi, nem szolgál a cikkben szereplő információk forrásmegjelöléseként.